# Guillaume Lekeu
Jean Joseph Nicolas Guillaume Lekeu (ur. 20 stycznia 1870 w Heusy, zm. 21 stycznia 1894 w Angers) – belgijski kompozytor.

## Życiorys
W 1879 roku przeprowadził się wraz z rodziną do Poitiers, gdzie uczył się gry na fortepianie i skrzypcach. Nie przejawiając w grze szczególnych uzdolnień, zainteresował się wkrótce kompozycją. Studiował w Paryżu u Gastona Vallina, Césara Francka i Vincenta d’Indy’ego. W 1891 roku za kantatę Andromède zdobył 2. nagrodę w konkursie o belgijską Prix de Rome. Utwór ten zdobył sobie podziw Eugène’a Ysaÿe’a, który zlecił kompozytorowi napisanie dla siebie Sonaty G-dur na skrzypce i fortepian (1892). Rozwój kariery Lekeu przerwała nagła śmierć na tyfus.

## Twórczość
Twórczość muzyczna Lekeu stylistycznie nawiązuje do dorobku Césara Francka. Jego kompozycje cechują się lirycznym charakterem i melancholijnym nastrojem. Większość z nich nosi charakter typowo szkolny, dopiero w późniejszych widoczne stają się rysy indywidualnego stylu kompozytorskiego.
Po przedwczesnej śmierci kompozytora część z jego pozostałych w szkicach utworów dokończył Vincent d’Indy.

## Kompozycje
(na podstawie materiałów źródłowych)

### Utwory orkiestrowe
- Chant de triomphal délivrance (1889)
- Hamlet (1890)
- Adagio na kwartet smyczkowy i orkiestrę smyczkową (1891)
- Larghetto na wiolonczelę, fagot, 2 rogi i orkiestrę smyczkową (1892)
- Fantaisie sur deux airs populairs angevins (1892)

### Utwory kameralne
- Andante et variations na skrzypce i fortepian (1885)
- Kwartet smyczkowy (1887)
- Commentaire sur les paroles du Christ na kwartet smyczkowy (1887)
- Meditation et Minuet na kwartet smyczkowy (1887)
- Sonata F-dur na wiolonczelę i fortepian (1888; ukończona przez Vincenta d’Indy’ego)
- Adagio na 2 skrzypiec i fortepian (1888)
- Kwartet fortepianowy (1889; ukończony przez Vincenta d’Indy’ego)
- Fantaisie contrapunctique sur un cramignon liègeois na obój, klarnet, fagot, róg i smyczki (1890)
- Épithalame na kwartet smyczkowy, 3 puzony i organy (1891)
- Introduction et adagio na instrumenty dęte i tubę obbligato (1891)
- Trio fortepianowe (1891)
- Sonata G-dur na skrzypce i fortepian (1892)

### Utwory fortepianowe
- Sonata (1891)

### Utwory wokalno-instrumentalne
- Noël na 2 soprany, kwartet smyczkowy i fortepian (1888)
- kantata Andromède (1891)
- Chant lyrique na chór i orkiestrę (1891)
- Suite na głos i orkiestrę (1892)

### Utwory sceniczne
- opera Barberine (1889, fragmenty)